# Chlorek rtęci(I)
Chlorek rtęci(I), pot. kalomel, Hg
2Cl
2 – nieorganiczny związek chemiczny, sól kwasu solnego i rtęci na I stopniu utlenienia.
W temperaturze 400 °C lub pod wpływem światła (wówczas powoli czarnieje) ulega dysproporcjonowaniu na rtęć i chlorek rtęci(II):
Hg
2Cl
2 ⇄ Hg + HgCl
2

## Zastosowanie
- środek antyseptyczny[4] do zwalczania grzybów, owadów i chwastów[5]
- barwienie porcelany[5] (domieszka do złotej farby)[4]
- środek przeczyszczający w weterynarii[4]
- wyrób elektrod kalomelowych[5] (stosowanych stosunkowo rzadko ze względu na toksyczność związku)[6]
- w pirotechnice[4]

## Zastosowanie w medycynie
Ze względu na wysoką toksyczność, stosowany był bardzo rzadko w dermatologii (w wyjątkowych przypadkach), w leczeniu zewnętrznym zmian kiłowych oraz kłykcin – maść 30–33%, trądziku i niektórych innych chorób skóry w stężeniach mniejszych 10–20%.
Dawniej stosowany był do leczenia kiły. Pomimo tego, że ze względu na słabą rozpuszczalność w wodzie jego toksyczność jest mniejsza niż chlorku rtęci(II)), jest on na tyle szkodliwy, że jego stosowanie mogło doprowadzić do śmierci pacjenta.